# Maxine Elliott's Theatre
Le Maxine Elliott's Theatre est à l'origine un théâtre de Broadway situé au 109 39e Rue ouest dans le quartier de Midtown Manhattan, à New York. Construit en 1908, il est conçu par l'architecte Benjamin Marshall du cabinet Marshall and Fox, basé à Chicago, qui en a calqué la façade sur le modèle néoclassique du Petit Trianon de Versailles. Plus tard, il est connu sous le nom de WOR Mutual Radio Theatre (1941-1944), CBS Radio Playhouse No. 5 (1944-1948) et CBS Television Studio No. 44 ou CBS Television Studio Studio 51 (1948-1956). Le théâtre est démoli en 1960 pour faire place au Springs Mills Building (en).

## Histoire
Le théâtre ouvre ses portes le 30 décembre 1908. Il porte le nom de l'actrice américaine Maxine Elliott, qui en détenait à l'origine une participation de 50 pour cent, en partenariat avec The Shubert Organization. Elle était l'une des rares femmes directrices de théâtre de son époque. En 1936, elle le loue au Federal Theatre ; l'année suivante, il est fermé par le gouvernement à la veille de l'ouverture de la production d'Orson Welles, The Cradle Will Rock (en).
En 1941, il abrite un studio de radio et en 1948 est transformé pour la production télévisuelle. Y seront produits les tout premiers épisodes de l'émission de variétés Toast of the Town d'Ed Sullivan (de 1948 à 1953). En 1956, les héritiers d'Elliott vendent leur part aux Shubert, qui revendent ensuite la propriété. Il est démoli en 1960 et le bâtiment Springs Mills est construit sur le site et achevé en 1963. Le théâtre, construit dans le quartier des théâtres alors en plein essor, était la dernière maison de Broadway au sud de la 41e Rue.
Le théâtre Maxine Elliott pouvait accueillir environ 935 spectateurs. Y furent présentées une multitude de pièces de théâtre, dont des œuvres originales de George Bernard Shaw, John Millington Synge, Lady Augusta Gregory, Lord Dunsany, Lillian Hellman et Somerset Maugham. Seules neuf de ses productions étaient des comédies musicales, dont un opéra, See America First, de Cole Porter. La pièce restée à l'affiche le plus longtemps fut Cathleen ni Houlihan (en) de Yeats.

## Productions notables
- 1908 : The Chaperon avec Maxine Elliott (ouverture le 30 décembre 1908)[2]
- 1909 : The Blue Mouse de Clyde Fitch
- 1911 : Riders to the Sea ; The Playboy of the Western World
- 1916 : See America First ; How He Lied to Her Husband (en)
- 1925 : Hay Fever (en)[5] ; Le maître bâtisseur
- 1926 :The Constant Wife (en)
- 1934 : The Children's Hour (en)
- 1936 :Horse Eats Hat (en)
- 1937 : Docteur Faustus
- 1947 : Life of Galileo